# Haematortyx sanguiniceps
La perdicilla cabecirroja (Haematortyx sanguiniceps) es una especie de ave galliforme de la familia Phasianidae. Es endémica de la isla de Borneo. Habita en bosques húmedos de tierras bajas y bosques montanos. Es la única especie dentro del género Haematortyx.